# Addotto di Lewis
Un addotto di Lewis è una specie chimica ottenuta mediante una reazione tra un acido di Lewis ed una base di Lewis ed è anche nota con il nome complesso di Lewis.
In molti casi, un addotto viene rappresentato disegnando una freccia sulla base di Lewis per indicare la donazione di elettroni alla specie elettrofila che si comporta da acido, formando un legame covalente dativo (o "di coordinazione"), per esempio Me3B←NH3.